# Kanawut Traipipattanapong
Kanawut Traipipattanapong (tiếng Thái: คณาวุฒิ ไตรพิพัฒนพงษ์, phiên âm: Kha-na-vút Trai-pi-pát-bong, sinh ngày 04 tháng 12 năm 1997) còn có nghệ danh là Gulf (กลัฟ), là một diễn viên, ca sĩ và người mẫu người Thái Lan trực thuộc Channel 3. Anh được biết đến qua vai diễn Type trong phim TharnType: The Series (2019).

## Tiểu sử và học vấn
Gulf sinh ngày 04 tháng 12 năm 1997 tại bệnh viện King Chulalongkorn Memorial, Băng Cốc, Thái Lan. Tên ban đầu của Gulf là Nattharin, sau đó được đổi thành Kanawut.
Gulf tốt nghiệp phổ thông tại trường Suankularb Wittayalai, một trong bốn trường nam sinh lớn nhất Thái Lan. Sau đó anh theo học tại trường Đại học Công nghệ Thonburi của Vua Mongkut (KMUTT) - Khoa Giáo dục Công nghiệp và Công nghệ và tốt nghiệp cử nhân vào tháng 11 năm 2020.

## Sự nghiệp
Gulf tham gia hoạt động trong ngành giải trí dưới sự quản lý của Bermb Family và xuất hiện lần đầu tiên với tư cách người mẫu cho quảng cáo KFC Thái Lan vào năm 2008.
Năm 2015, anh bắt đầu sự nghiệp diễn xuất với vai "Tee" (thời trẻ) trong phim Mafia Luerd Mungkorn: Singha trên kênh Channel 3.
Ngày 26 tháng 1 năm 2019, Gulf tham gia thử vai cho phim TharnType: The Series và được nhận vai chính Type. Bộ phim bắt đầu công chiếu vào ngày 7 tháng 10 năm 2019 trên kênh One 31 và LINE TV sau đó nhanh chóng nổi tiếng ở Thái Lan cũng như quốc tế, trở thành xu hướng số một trên Twitter thế giới trong tập 11 và 12. Gulf và bạn diễn Suppasit Jongcheveevat đã giành giải "Cảnh hôn đẹp nhất" tại Giải LINE TV Awards 2020. Suppasit và Gulf cũng đã xuất hiện trên tạp chí Harper's Bazaar Thái Lan, họ là cặp đôi BL đầu tiên trong lịch sử của tạp chí này.
Với sự thành công này, TharnType: The Series đã được quyết định sẽ sản xuất thêm phần hai, phim bắt đầu chiếu vào ngày 6 tháng 11 năm 2020 trên kênh One 31.
Tháng 3/2021, Gulf đã chính thức kí hợp đồng với đài Channel 3. Anh đã thực hiện concert GULF The Next Stage để chào đón tư cách diễn viên của đài CH3.

## Các phim đã tham gia

### Phim điện ảnh
| Năm  | Tên gốc          | Tên tiếng Việt    | Vai  | Đóng với          |
| ---- | ---------------- | ----------------- | ---- | ----------------- |
| 2021 | Took Wan Dai Mai |                   | Mam  | Bow Maylada Susri |
| 2022 | Bua Pun Fun Yub  | Bậc thầy kiếm dạo | Kham | Ann Thongprasom   |

### Phim truyền hình
| Năm  | Tên gốc                      | Tên tiếng Việt                  | Vai                          | Đóng với               | Đài    |
| ---- | ---------------------------- | ------------------------------- | ---------------------------- | ---------------------- | ------ |
| 2015 | Mafia Luerd Mungkorn: Singha | Thời đại anh hùng: Sư tử        | Tee                          |                        | CH3    |
| 2019 | TharnType: The Series        | Từ ghét tới yêu                 | Type                         | Suppasit Jongcheveevat | One 31 |
| 2020 | Why R U? The Series          | Vì yêu có phải không            | Type                         | Suppasit Jongcheveevat | One 31 |
| 2020 | TharnType 2: 7 Years of Love | TharnType 2: Mối tình 7 năm     | Type                         | Suppasit Jongcheveevat | One 31 |
| 2022 | Mat Huajai Yai Sup Tar       | Trói lấy trái tim nàng siêu sao | Gat Rattakorn                | Janie Tienphosuwan     | CH3    |
| 2023 | Duang Jai Taewaprom          | Trái tim Taewaprom              | Mom Luang Puthanet Juthathep | Yeena Salas            | CH3    |

### Phim ngắn
| Năm  | Tên gốc                              | Vai  | Đài     |
| ---- | ------------------------------------ | ---- | ------- |
| 2019 | TharnType Special: Lhong's Story     | Type | One 31  |
| 2020 | TharnType Special: Our Final Love    | Type | One 31  |
| 2020 | Secret Theory of Kissing             | Neab |         |
| 2021 | Tharntype 2 Special: The Wedding Day | Type | LINE TV |
| 2021 | The Secret (Love)                    | Type | LINE TV |

## Âm nhạc

### Xuất hiện trong MV
| Năm  | Tên ca khúc                                       | Ca sĩ thể hiện                 |
| ---- | ------------------------------------------------- | ------------------------------ |
| 2017 | "เรื่องจริงทำไม่ได้" / Reuang Jing Tum Mai Dai         | POOM KickKick                  |
| 2020 | "ต้องไป" / Dtoong Bpai                             | IRONBOY                        |
| 2021 | "ต๊ะต่อนยอน... Hurry Up!" / Ta Ton Yon... Hurry Up! | VYRA feat. Sunnee              |
| 2021 | "ทุกวันได้ไหม" / Took Wan Dai Mai                    | NUM LALA feat. BIRD THONGCHAI  |
| 2022 | "เจ้าอารมณ์"                                        | STAMP feat. Paowalee Pornpimon |

### Ca khúc
| Năm  | Tên ca khúc               | Ghi chú                                                         |
| ---- | ------------------------- | --------------------------------------------------------------- |
| 2020 | "แฟนผมหาย" (Missing Baby) | feat. Wanarat Ratsameerat GMM Grammy Boy / "BOYFRIENDS" Project |
| 2021 | Self Love                 | The Body Shop Thailand                                          |
| 2021 | "ชีวิตดี..เพราะมีเธอ"         | Candy Thailand                                                  |
| 2021 | Can You Be My World       | Biodiversity Chm Thailand                                       |
| 2021 | WHY YOU SO SERIOUS        | feat. F.HERO                                                    |
| 2022 | เขียนลงตรงหัวใจ             | Ost. มัดหัวใจยัยซุปตาร์                                              |

### Concert
| Năm  | Concert                                                         | Địa điểm                        | Ngày diễn ra |
| ---- | --------------------------------------------------------------- | ------------------------------- | ------------ |
| 2020 | A Thousand Stories of Gulf's Happiness, "Be My Wonderful Emoji" | Thunder Dome, Muang Thong Thani | 06/12/2020   |
| 2020 | BE MY BOYFRIENDS CONCERT                                        | Union Hall 2 - Union Mall       | 19/12/2020   |
| 2021 | GULF The Next Stage Channel 3                                   | Central World                   | 02/04/2021   |
| 2021 | Gentle LOVE of Gulf                                             | Virtual Live Concert            | 04/12/2021   |
| 2022 | Spectrum of GULF                                                | Thunder Dome, Muang Thong Thani | 03/12/2022   |

## Giải thưởng và đề cử
| Năm  | Giải thưởng           | Hạng mục                                                  | Tác phẩm được đề cử  | Kết quả   | Nguồn  |
| ---- | --------------------- | --------------------------------------------------------- | -------------------- | --------- | ------ |
| 2020 | 2020 LINE TV Awards   | Best Kiss Scene (cùng với Suppasit Jongcheveevat)         | TharnType The Series | Đoạt giải | [ 6 ]  |
| 2020 | Kazz Awards           | Best Young Actor Of The Year                              | TharnType The Series | Đoạt giải |        |
| 2020 | Kazz Awards           | Shining Star (Male)                                       | TharnType The Series | Đoạt giải | [ 7 ]  |
| 2020 | Kazz Awards           | Best Couple Of The Year (cùng với Suppasit Jongcheveevat) | TharnType The Series | Đề cử     |        |
| 2020 | Kazz Awards           | Best Scene (cùng với Suppasit Jongcheveevat)              | TharnType The Series | Đoạt giải |        |
| 2020 | Howe Awards           | Best Couple (cùng với Suppasit Jongcheveevat)             | TharnType The Series | Đoạt giải | [ 8 ]  |
| 2020 | Thai Crazy Awards     | Best Couple (cùng với Suppasit Jongcheveevat)             | TharnType The Series | Đoạt giải | [ 9 ]  |
| 2020 | Maya Awards           | Best Couple (cùng với Suppasit Jongcheveevat)             | TharnType The Series | Đoạt giải |        |
| 2021 | Yniverse Awards       | Moon Of The Yniverse                                      | TharnType The Series | Đoạt giải | [ 10 ] |
| 2021 | Yniverse Awards       | Iconic Star Of The Yniverse                               | —                    | Đoạt giải | [ 11 ] |
| 2021 | Kazz Awards           | Attractive Young Man Of The Year                          | —                    | Đoạt giải |        |
| 2021 | Maya Awards           | Best Couple                                               | TharnType The Series | Đề cử     |        |
| 2021 | Thairath_Ent          | Best Couple Of The Year (cùng với Suppasit Jongcheveevat) | —                    | Đoạt giải |        |
| 2021 | 3rd Zoomdara Awards   | Zoomdara Of The Year                                      | —                    | Đề cử     |        |
| 2022 | Maya Entertain Awards | Charming boy                                              | —                    | Đề cử     |        |